# Callitris monticola
Callitris monticola är en cypressväxtart som beskrevs av Joy Garden. Callitris monticola ingår i släktet Callitris och familjen cypressväxter. IUCN kategoriserar arten globalt som sårbar. Inga underarter finns listade i Catalogue of Life.